# Diócesis de Guiratinga
La diócesis de Guiratinga (en latín: Dioecesis Guiratingensis y en portugués: Diocese de Guiratinga) fue una circunscripción eclesiástica de la Iglesia católica en Brasil. Se trataba de una diócesis latina, sufragánea de la arquidiócesis de Cuiabá. Fue suprimida el 14 de septiembre de 1998.

## Territorio y organización
La diócesis tenía 38 966 km² y extendía su jurisdicción sobre los fieles católicos de rito latino residentes en parte del estado de Mato Grosso, comprendiendo los municipios de: Guiratinga, Alto Araguaia, Alto Taquari, Alto Garças, Araguainha, Dom Aquino, Ponte Branca, Poxoréu, Primavera do Leste, Ribeirãozinho, Tesouro y Torixoréu; y el enclave indígena de Jarudoré.
La sede de la diócesis se encontraba en la ciudad de Guiratinga, en donde la catedral era la actual Concatedral de San Juan Bautista de la diócesis de Rondonópolis-Guiratinga.
En 2013 en la diócesis existían 15 parroquias.

## Historia
La misión salesiana de Mato Grosso fue elevada al rango de prelatura territorial con el nombre de Registro do Araguaia el 12 de mayo de 1914, tomando su territorio de la arquidiócesis de Cuiabá y de la diócesis de Corumbá.
Posteriormente cedió porciones de su territorio para la erección:
- el 13 de julio de 1940 de la prelatura territorial de Chapada (hoy diócesis de Rondonópolis-Guiratinga) mediante la bula Quo christifidelibus del papa Pío XII;[1]
- el 15 de junio de 1957 de la diócesis de Campo Grande (hoy arquidiócesis de Campo Grande) mediante la bula Inter gravissima del papa Pío XII;[2]
- el 13 de mayo de 1969 de la prelatura territorial de São Félix mediante la bula Quo commodius del papa Pablo VI.[3]

El 27 de mayo de 1969 la sede prelaticia fue trasladada del Registro do Araguaia a Guiratinga y la prelatura pasó a llamarse prelatura territorial de Guiratinga.
El 3 de octubre de 1981 la prelatura territorial fue elevada a diócesis mediante la bula Institutionis propositum del papa Juan Pablo II.
El 27 de febrero de 1982 cedió otra porción de su territorio para la erección la diócesis de Barra do Garças mediante la bula Cum in pastorali munere del papa Juan Pablo II.
El 25 de junio de 2014 la diócesis fue suprimida mediante la bula Ad totius dominici del papa Francisco, y su territorio fue dividido entre las diócesis de Rondonópolis (que simultáneamente tomó el nombre de diócesis de Rondonópolis-Guiratinga), Barra do Garças y Primavera do Leste-Paranatinga.

## Estadísticas
Según el Anuario Pontificio 2014 la diócesis tenía a fines de 2013 un total de 12 556 fieles bautizados.
| Año                                                                             | Población            | Población | Población      | Sacerdotes | Sacerdotes    | Sacerdotes    | Bautizados por sacerdote | Diáconos permanentes | Religiosos | Religiosos | Parroquias |
| Año                                                                             | Bautizados católicos | Total     | % de católicos | Total      | Clero secular | Clero regular | Bautizados por sacerdote | Diáconos permanentes | Varones    | Mujeres    | Parroquias |
| ------------------------------------------------------------------------------- | -------------------- | --------- | -------------- | ---------- | ------------- | ------------- | ------------------------ | -------------------- | ---------- | ---------- | ---------- |
| 1966                                                                            | 135 000              | 145 000   | 93.1           | 27         | 1             | 26            | 5000                     |                      | 39         | 48         | 9          |
| 1970                                                                            | ?                    | 81 000    | ?              | 28         | 1             | 27            | ?                        |                      | 27         | 62         | 8          |
| 1976                                                                            | 122 000              | 130 000   | 93.8           | 31         | 1             | 30            | 3935                     |                      | 48         | 72         | 14         |
| 1980                                                                            | 195 000              | 205 000   | 95.1           | 36         | 6             | 30            | 5416                     |                      | 39         | 80         | 17         |
| 1990                                                                            | 109 000              | 119 000   | 91.6           | 16         | 6             | 10            | 6812                     |                      | 17         | 38         | 12         |
| 1999                                                                            | 100 000              | 150 000   | 66.7           | 18         | 7             | 11            | 5555                     |                      | 14         | 47         | 12         |
| 2000                                                                            | 100 000              | 150 000   | 66.7           | 19         | 8             | 11            | 5263                     |                      | 14         | 47         | 14         |
| 2001                                                                            | 100 000              | 150 000   | 66.7           | 19         | 7             | 12            | 5263                     |                      | 15         | 50         | 13         |
| 2002                                                                            | 100 000              | 150 000   | 66.7           | 21         | 8             | 13            | 4761                     |                      | 16         | 50         | 13         |
| 2003                                                                            | 100 000              | 150 000   | 66.7           | 19         | 6             | 13            | 5263                     |                      | 16         | 47         | 13         |
| 2004                                                                            | 100 000              | 150 000   | 66.7           | 19         | 6             | 13            | 5263                     |                      | 16         | 47         | 13         |
| 2006                                                                            | 102 000              | 153 800   | 66.3           | 18         | 7             | 11            | 5666                     |                      | 9          | 46         | 13         |
| 2013                                                                            | 115 000              | 168 800   | 68.1           | 19         | 11            | 8             | 6052                     |                      | 9          | 44         | 15         |
| Fuente: Catholic-Hierarchy, que a su vez toma los datos del Anuario Pontificio. |                      |           |                |            |               |               |                          |                      |            |            |            |

## Episcopologio
- Antônio Malan, S.D.B. † (25 de mayo de 1914-3 de enero de 1924 nombrado obispo de Petrolina)
- João Batista Conturon, S.D.B. † (21 de julio de 1925-1937 falleció)
- José Selva, S.D.B. † (27 de diciembre de 1937-13 de agosto de 1956 falleció)
- Camillo Faresin, S.D.B. † (14 de septiembre de 1956 por sucesión-20 de noviembre de 1991 retirado)
- José Foralosso, S.D.B. † (20 de noviembre de 1991-12 de enero de 2000 nombrado obispo de Marabá)
- Sebastião Assis de Figueiredo, O.F.M. † (29 de agosto de 2001-20 de diciembre de 2007 falleció)
- Derek John Christopher Byrne, S.P.S. (24 de diciembre de 2008-25 de junio de 2014 nombrado obispo de Primavera do Leste-Paranatinga)